# Valentina Maggi
Valentina Maggi (24 luglio 1985) è un'ex cestista argentina con cittadinanza italiana.

## Carriera
Con l'Argentina ha disputato i Campionati americani del 2007.